# Szász György (orvos)
Szász György (Budapest, Terézváros, 1914. június 15. – Budapest. 1973. június 22.) belgyógyász főorvos, hematológus, az orvostudományok doktora.

## Élete
Szász (Sonnenfeld) Vilmos (1888–1939) szabómester és Friedmann Olga (1893–1941) fiaként született. A középiskola elvégzése után orvosi tanulmányait – a numerus clausus miatt – Bécsben kezdte meg, majd a pécsi Erzsébet Tudományegyetemen folytatta, 1938-ban itt doktorált. 1938 és 1942 között a Pesti Izraelita Hitközség Szabolcs Utcai Kórházában végezte belgyógyász gyakorlatát Biedermann János tanítványaként.
1941-ben megnősült, felesége Román Anna volt, aki orvosi és tudományos munkájában mindvégig támogatta. Házasságuk élete végéig tartott.
A második világháború alatt munkaszolgálatot teljesített, 1944–1947 között szovjet hadifogságban volt. 

## Szakmai tevékenysége
1949-ben nevezték ki a Fejér Megyei Kórház belgyógyász főorvosává. 1961-ig e beosztásban dolgozott, 1961-től haláláig a BM Központi Kórház belgyógyász főorvosa volt. 
Már orvostanhallgató korától foglalkozott a vérképző rendszer élet- és kórtanával. Szigorló orvos korában tudományos pályázatot nyert „A vér alakos elemeinek fejlődése” című dolgozatával. A kandidátusi fokozatot 1959-ben kapta meg „A lymphás reakció” című értekezéséért. 
Ennek a munkának a továbbfejlesztése vezetett el „A lymphásszervek in vivo stimulálása és reakciói” című disszertációjához, amelynek megírása és megvédése az orvostudományok doktora címet jelentette 1971-ben. 
(Lymphás szervek alatt a nyirokszövetek értendők, amelyeknek döntő szerepük van a szervezet védekező mechanizmusában, a cytolológia pedig az emberi szervezetből vett anyagminták mikroszkópos vizsgálatát jelenti.) 
A disszertáció, melyet húsz éves a mindennapi kórházi munka mellett folytatott kutatás előzött meg, elősegíti az élő szervezet védekezése, immunológiai védettsége kérdéseinek tisztázását, közvetve a szervátültetések és a fehérvérűség problémáihoz is elvezet.
Kora nemzetközi tudományos életében jelentős szerepet játszott, több neves hematológussal intenzív munkakapcsolatot alakított ki, szaklapokban rendszeresen publikált, a külföldi és magyar hematológiai konferenciák rendszeres résztvevője volt. Ez lehetőséget adott arra, hogy megismerje a legfrissebb eredményeket és beszámoljon saját munkájáról. 
Kórházi munkája és tudományos tevékenysége mellett orvosok generációját nevelte, akik közül később néhányan orvosként (mint pl. Dr. Izsó József és Dr. Lux Árpád) a magyar egészségügyben jelentős szerepet játszottak.